# 樋口耕平
樋口 耕平（ひぐち こうへい、1975年〈昭和50年〉 - ）は、日本のテレビ報道カメラマン、ディレクター。

## 来歴
1997年に明治大学を卒業後、同年関西テレビ放送入社。以来一貫して報道カメラマンとして活動しており、近年は本業の傍らディレクターとしてドキュメンタリー番組の制作にも取り組んでいる。2017年6月現在、報道局報道映像部専任部次長。

## 受賞歴
ヒューストン国際映画祭
- 「ネイチャー＆ワイルドライフ部門」「金賞」「類人猿ボノボの棲む森で」（2010年）

関西写真記者協会
- 「テレビ・ニュース映画の部」「協会賞」「淀川の巨大ナマズ 知られざる生態」（2009年）
- 「テレビ・ニュース映画の部」「撮影部門・金賞」「桜2012」（2012年）
- 「テレビ・ニュース映画の部」「協会賞」「二人の女性拳士 ～空手演武・日本一への挑戦～」（2014年）
- 「テレビ・ニュース映画の部」「撮影部門・金賞」「二つの美人画』（2015年）

日本映画テレビ技術協会
- 映像技術奨奨励賞（撮影）【ドキュメンタリー】「淀川2009-2010～知られざる生命の営み」（2010年）
- 映像技術賞（撮影）【ニュース】「76歳！ 現役の小学校校舎」（2013年）

坂田記念ジャーナリズム振興財団
- 第23回 坂田記念ジャーナリズム賞・第2部門（国際交流・国際貢献報道）「京の摺師～パリに渡った浮世絵～」（2015年）

ABU（Asia-Pacific Broadcasting Union）アジア太平洋放送連合
- ABU賞テレビドキュメンタリー部門審査員賞「京の摺師～パリに渡った浮世絵～」（2016年）

アジアテレビ賞
- 最優秀スポーツ番組賞「3人のヤマトナデシコ～ただ勝利のためでなく～」（2016年）
- 最優秀撮影賞「つくるということ」（2018年）

4K徳島映画祭
- 4K映像賞「3人のヤマトナデシコ～ただ勝利のためでなく～」（2016年）

日本映画撮影監督協会
- JSC 賞（2016年度最優秀撮影賞）「3人のヤマトナデシコ～ただ勝利のためでなく～」（2016年）

ニューヨークフェスティバル
- 芸術/ドキュメンタリー部門 銅賞「京の摺師～パリに渡った浮世絵～」（2017年）
- スポーツ/ドキュメンタリー部門 入選「3人のヤマトナデシコ～ただ勝利のためでなく～」（2017年）
- ショートフィルム部門 金賞「つくるということ」（2018年）
- ショートフィルム部門 銀賞 「小夏日和」（2019年）

先進映像協会 ルミエール・ジャパン・アワード
- 8K部門 特別賞「つくるということ」（2018年）
- 4K部門 特別賞「小夏日和」（2019年）

アジアン・アカデミー・クリエイティブ・アワード（AAA）
- ショートフォーム部門 最優秀賞「Three Trees」（2020年）

ワールドメディアフェスティバル
- ドキュメンタリー・伝記部門 金賞「安藤忠雄 次世代へ告ぐ」（2021年）